# 芒廷西恩 (喬治亞州)
芒廷西恩（英語：Mountain Scene）是位於美國喬治亞州湯斯縣的一個非建制地區。該地的面積和人口皆未知。

## 地理
芒廷西恩的座標為34°51′26″N 83°43′20″W / 34.85722°N 83.72222°W，而該地的平均海拔高度為632米（即2073英尺）。